# ميكائيل صامويلسون
ميكائيل صامويلسون (بالسويدية: Mikael Samuelsson)‏ هو لاعب هوكي الجليد سويدي، ولد في 23 ديسمبر 1976 في ماريفريد في السويد.

## وصلات خارجية
- ميكائيل صامويلسون على موقع دوري الهوكي الوطني (الإنجليزية)
- ميكائيل صامويلسون على موقع قاعة مشاهير الهوكي (لاعب أن.إتش.أل) (الإنجليزية)
- ميكائيل صامويلسون على موقع EliteProspects.com (الإنجليزية)
- ميكائيل صامويلسون على موقع Eurohockey.com (الإنجليزية)
- ميكائيل صامويلسون على موقع HockeyDB.com (الإنجليزية)
- ميكائيل صامويلسون على موقع Hockey-Reference.com (الإنجليزية)
- ميكائيل صامويلسون على موقع أوليمبيديا (الإنجليزية)
- ميكائيل صامويلسون على موقع اللجنة الأولمبية السويدية (السويدية)